# Красний Ручей (Брянська область)
Красний Ручей (рос. Красный Ручей) — селище в Унецькому районі Брянської області Російської Федерації.
Населення становить 12 осіб. Входить до складу муніципального утворення Красновицьке сільське поселення.

## Історія
Населений пункт розташований на території українського етнічного та культурного краю Стародубщина.
Від 2005 року входить до складу муніципального утворення Красновицьке сільське поселення.

## Населення
| 2010 | 2013 |
| ---- | ---- |
| 13   | ↘12  |